# Mikovice
Mikovice jsou část města Kralupy nad Vltavou v okrese Mělník ve Středočeském kraji, tvořená katastrálním územím Mikovice u Kralup nad Vltavou o rozloze 3,07 km². Tvoří západní část souvislé zástavby Kralup nad Vltavou.
Knovízský potok se tu vlévá do Zákolanského potoka.
Prochází zde silnice II/101 (ul. Přemyslova a 28. října) a silnice II/240 (ul. Na Velvarské silnici), obě silnice pak vedou peáží do Minic, kde se opět rozcházejí.
V údolí Knovízského potoka se nachází železniční stanice Kralupy nad Vltavou předměstí (původním názvem Mikovice). Železniční trať Kralupy nad Vltavou – Louny se tu odděluje od trati Kralupy nad Vltavou – Velvary. Společný úsek obou tratí přichází ze stanice Kralupy nad Vltavou přimknut k železniční trati Kralupy nad Vltavou – Kladno, tedy údolím Zákolanského potoka. Tento stav je výsledkem přeložení trati, která do roku 1975 vedla údolím Knovízského potoka již od jeho ústí.

## Historie
První písemná zmínka o vesnici pochází z roku 1318. Jejich držitelé byli světští feudálové, z nichž za zmínku stojí rytíři Boryňové ze Lhoty, jimž patřila ves a statek od roku 1524. Boryňové zde vybudovali centrum menšího panství s tvrzí a hospodářským zázemím, včetně pivovaru, vinic a bažantnice. Roku 1641 byl zadlužený statek Boryni prodán a od roku 1669 byl součástí velkého panství Zvoleněves vévodů Sasko-Lauenburských, později vystřídaných Toskánskými velkovévody a od druhé poloviny 19. století v majetku Habsburků. Tvrz zanikla v letech 1794–1845. Zanikly též stopy po těžbě uhlí a olova.
Při Velvarské silnici stojí sloup se sousoším Panny Marie Bolestné z první poloviny 18. století.

## Obyvatelstvo
| Rok            | 1869 | 1880  | 1890  | 1900  | 1910  | 1921  | 1930  | 1950 | 1961 | 1970  | 1980  | 1991  | 2001  | 2011  | 2021  |
| -------------- | ---- | ----- | ----- | ----- | ----- | ----- | ----- | ---- | ---- | ----- | ----- | ----- | ----- | ----- | ----- |
| Počet obyvatel | 869  | 1 063 | 1 180 | 1 344 | 1 618 | 1 516 | 2 150 | 0    | 0    | 1 448 | 1 917 | 1 722 | 1 795 | 1 952 | 2 133 |
| Počet domů     | 100  | 123   | 120   | 158   | 180   | 208   | 376   | 0    | 0    | 366   | 428   | 469   | 499   | 553   | 626   |

## Obecní správa
Při sčítání lidu v letech 1850–1923 Mikovice byly samostatnou obcí, se kterým patřily nejprve do okresu Slaný, ale od roku 1920 v okrese Kralupy nad Vltavou. Od roku 1923 jsou částí města Kralupy nad Vltavou, se kterým patřily nejprve do okresu Kralupy nad Vltavou, ale od roku 1960 v okrese Mělník.